# Аддамс, Джейн
Джейн Аддамс (англ. Jane Addams; 6 сентября 1860, Сидарвилл, Иллинойс — 21 мая 1935, Чикаго, Иллинойс) — американский социолог и философ, лауреат Нобелевской премии мира 1931 года. Президент Международной женской лиги за мир и свободу (1919—1929). Соучредительница Американского союза защиты гражданских свобод (ACLU).
В эру прогрессивизма президентства Теодора Рузвельта и Вудро Вильсона считалась одним из самых выдающихся реформаторов. Она помогла Америке сосредоточить внимание на вопросах, которые волновали матерей: потребности детей, общественное здравоохранение и мир во всем мире. В своем эссе Участие женщин в городском управлении Адамс отметила связь между муниципальной работой и домашним хозяйством, заявив, что многие департаменты правительства, такие как санитария или школьное обучение, отвечают традиционным ролям женщин в частной сфере. Таким образом, она намекала, что в этих вопросах женщины имеют больше знаний, чем мужчины. И поэтому имеют право избирать и быть избранными, чтобы выразить своё мнение. Она говорила, что если женщины должны нести ответственность за чистоту своего общества и улучшение условий его жизни, то они должны иметь возможность голосовать, чтобы делать это эффективно.
К моменту её смерти в 1935 году была самой известной женщиной-общественным деятелем в Соединённых Штатах. В её честь назван кратер Аддамс на Венере.

## Биография
Джейн Аддамс родилась в Сидарвилле, штат Иллинойс, и была младшей из восьми детей, родившихся в зажиточной семье из Северного Иллинойса англо-американского происхождения, корни которой берут начало из колониальной Пенсильвании. К тому времени, когда Аддамс исполнилось восемь лет, четверо её братьев и сестёр умерли: трое — в младенчестве и один — в возрасте 16 лет. В 1863 году, когда Аддамс было два года, её мать, Сара Аддамс (урождённая Вебер), умерла, будучи беременной своим девятым ребёнком. С тех пор за Аддамс ухаживали в основном её старшие сёстры.
Аддамс провела детство, играя на свежем воздухе, за чтением в доме и посещая воскресную школу. Когда ей было четыре года, она заболела туберкулёзом позвоночника, известным как болезнь Потта, которая вызвала искривление позвоночника и пожизненные проблемы со здоровьем. В детстве ей было трудно общаться с другими детьми, учитывая, что она хромала и не могла бегать. В детстве она считала себя некрасивой и позже вспоминала, что не хотела смущать отца в те моменты, когда он, одетый в свой лучший воскресный костюм, шёл с ней по улице.
В своих мемуарах Двадцать лет в Халл-Хаусе (1910), Аддамс явно даёт понять как сильно она любила своего отца, Джона Х. Адамса, когда была ребёнком. Он был одним из основателей Республиканской партии Иллинойса, служил в сенате штата Иллинойс (1855—70) и поддерживал своего друга Авраама Линкольна в его борьбе за пост сенатора (1854) и президента (1860). Он хранил в своём письменном столе письмо от Линкольна, и Аддамс любила смотреть на него, когда была ребёнком. Её отец был крупным сельскохозяйственником с большими лесными, скотоводческими и сельскохозяйственными владениями, мукомольными и лесопильными заводами и шерстяной фабрикой. Он был президентом второго Национального банка Фрипорта. Он снова женился в 1868 году, когда Аддамс было восемь лет. Его второй женой была Анна Хостелер Холдеман, вдова Мельника из Фрипорта.
С детства Аддамс мечтала сделать что-то полезное в этом мире. Будучи ненасытной читательницей, она заинтересовалась жизнью бедняков, прочитав Диккенса. Вдохновленная добротой своей матери к беднякам Сидарвилля, она решила стать врачом, чтобы жить и работать среди бедных. Это была смутная идея, взращенная литературным вымыслом.
Отец Аддамс поощрял её стремление получить высшее образование, но предпочитал, чтобы это было поближе к дому. А ей не терпелось поступить в новый женский колледж — Колледж Смит в Массачусетсе, но отец настоял, чтобы она посещала близлежащую Рокфордскую женскую семинарию (ныне Рокфордский университет) в Рокфорде, штат Иллинойс. Окончив Рокфорд в 1881 году, получив диплом колледжа и членство в Phi Beta Kappa, она всё ещё надеялась поступить в Смит, чтобы получить надлежащую степень бакалавра в то лето, когда её отец неожиданно умер от острого аппендицита. Каждый ребёнок в семье унаследовал примерно 50 000 долларов (что эквивалентно 1,32 миллиона долларов в 2016 году).
Той же осенью Аддамс, её сестра Элис, муж Элис Гарри и их мачеха Анна Холдеман Аддамс переехали в Филадельфию, чтобы трое из них могли получить медицинское образование. Гарри уже имел медицинское образование и продолжил учёбу в Пенсильванском университете. Джейн и Элис закончили свой первый курс медицинской школы в женском медицинском колледже Филадельфии, но проблемы со здоровьем Джейн, операция на позвоночнике и нервный срыв помешали ей получить диплом. Она была сильно опечалена из-за своей неудачи. Её мачеха Анна тоже была больна, поэтому вся семья отменила свои планы остаться там ещё на два года и вернулась в Сидарвилл.
Следующей осенью шурин Гарри провёл ей операцию на спине, чтобы исправить искривление. После он посоветовал ей не продолжать учёбу, а вместо этого путешествовать. В августе 1883 года она отправилась в двухлетнее турне по Европе со своей мачехой, путешествуя некоторое время с друзьями и семьёй, которые присоединились к ним. Аддамс решила, что ей не обязательно становиться врачом, чтобы иметь возможность помогать бедным.
Вернувшись домой в июне 1887 года, она жила со своей мачехой в Сидарвилле и проводила зимы с ней в Балтиморе. Аддамс, всё ещё преисполненная смутных амбиций, погрузилась в депрессию, неуверенная в своём будущем и чувствуя себя бесполезной, проводя обычную жизнь, ожидаемую от состоятельной молодой женщины. Она писала длинные письма своей подруге из Рокфордской семинарии Эллен Гейтс Старр, в основном о христианстве и книгах, но иногда и о своём отчаянии.

## Сетлемент
Аддамс черпала вдохновение из литературы. Увлекшись ранним христианством и книгой Толстого «В чём моя вера?», она приняла христианство в Пресвитерианской Церкви Сидарвилля летом 1886 г.. Читая книгу Джузеппе Мадзини «Обязанности человека», она вдохновилась идеей демократии как социального идеала. Но в то же время она чувствовала смущение своей ролью женщины. Джон Стюарт Милль в своей книге «Подчинённость женщины» поставил под сомнение необходимость социального давления на женщину, с тем, чтобы она вышла замуж и посвятила свою жизнь семье.
Летом 1887 года Аддамс прочитала в журнале о новой идее создания сетлементов — общего проживания представителей разных классов с клубами отдыха и досуга. Она решила посетить первый в мире Тойнби-Холл в Лондоне. Она и несколько её друзей, в том числе Эллен Гейтс Старр, путешествовали по Европе с декабря 1887 года по лето 1888 года. В Мадриде они посетили бой быков, который Аддамс считала очаровательной экзотической традицией. Но после просмотра она изменила своё мнение, осудив и само действие, и свою неспособность чувствовать себя оскорблённой страданиями лошадей и быков. В ходе путешествия Аддамс никому не рассказывала о своей мечте создания сетлемента; и в то же время чувствовала себя все более виноватой за то, что не приближается к её исполнению. Полагая, что если поделиться своими мыслями, это поможет решиться на действия, она рассказала обо всём Эллен Гейтс Старр. Подруге понравилась эта идея, и она согласилась помочь Аддамс в создании сетлемента.
Дальше Аддамс со своим другом отправились в Лондон без Эллен Старр, которая была сильно занята. Посетив Тойнби-Холл, Аддамс была очарована им. Она описывала его как «сообщество студентов университета, которые в месте своего проживания создали клубы для досуга и отдыха бедных людей, но в том же стиле, в котором они создали бы их для себя и людей своего круга. Это место настолько свободно от „профессионального делания добра“, настолько беззаветно искренно и настолько продуктивно в своих классах обучения и библиотеках, что кажется совершенно идеальной». Мечта Аддамс о социальном смешении классов для взаимной выгоды, как это было в раннехристианских кругах, казалось, воплотилась в новом типе институтов.
Сетлемент, как обнаружила Аддамс, был пространством, в котором образовывались неожиданные культурные связи и расширялись узкие границы культуры, класса и образования. Он также стал общественным центром искусств и объектом социальной помощи. Сетлементы заложили основы американского гражданского общества, как нейтрального пространства, в котором различные сообщества и идеологии могли бы учиться друг у друга и искать общие идеи и мотивы для коллективных действий. Роль сетлемента заключалась в «бесконечном стремлении соединить культуру и „проблему вещи“». Этот процесс был историей её собственной жизни, борьбой за возрождение её собственной культуры, путем воссоединения с разнообразием и конфликтами иммигрантских общин в американских городах, и с необходимостью социальных реформ.

## Халл-хаус

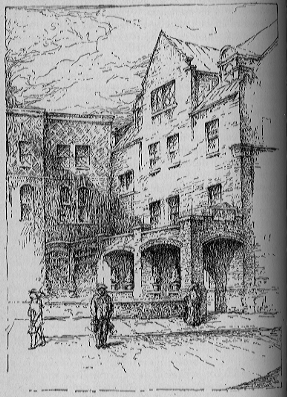
Главный вход в Халл-хаус. Из книги Аддамс: «20 лет в Халл-хаусе» (1910), с.128

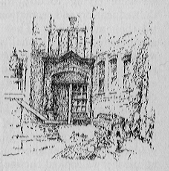
Ворота во двор Халл-хауса. Из книги Аддамс: «20 лет в Халл-хаусе» (1910), с.149

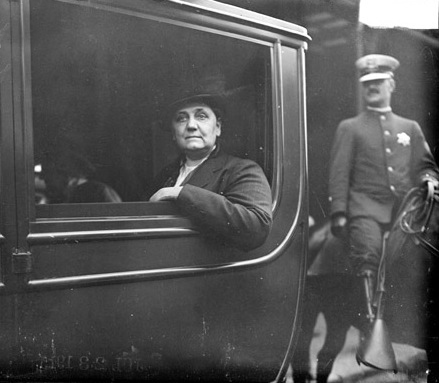
Джейн Аддамс, 1915 г.

В 1889 году вместе с подругой по колледжу Э. Старр для решения социальных проблем беднейших слоев населения, в том числе семей эмигрантов из Европы организовала в Чикаго по образцу британского Тойнби-Холл благотворительный общественный центр (англ. settlement house) Халл-хаус. Они присмотрели обветшалый особняк, построенный Чарльзом Халлом в 1856 году, который нуждался в ремонте и модернизации. Аддамс сначала оплатила все капитальные (ремонт крыши крыльца, перекраска комнат, покупка мебели) и большую часть эксплуатационных расходов. Им помогали пожертвования от частных лиц, которые помогали с самого начала проекта сетлемента, что позволило Аддамс уменьшить долю собственных взносов. Но годовой бюджет быстро рос. Несколько богатых женщин стали долгосрочными благотворителями проекта, в том числе Хелен Калвер, которая управляла поместьем своего двоюродного брата Чарльза Халла. В итоге она позволила вкладчикам использовать дом бесплатно. Другими пожертвователями были Луиза Дековен Боуэн, Мэри Розет Смит, Мэри Уилмарт и другие.
Аддамс и Старр стали первыми жильцами дома, в котором позже проживало примерно 25 женщин. Во времена своего расцвета Халл-хаус еженедельно посещали около 2000 человек. Он был центром исследований, эмпирического анализа, обучения и дискуссий, а также обычным местом для проживания и установления хороших отношений с соседями. Среди основных целей Халл-хауса было создание необходимого для привилегированных, образованных молодых людей контакта с реальной жизнью большинства населения. Жители Халл-хауса проводили исследования по проблемам жилья, акушерства, усталости, туберкулёза, брюшного тифа, сбора мусора, кокаина и прогулов. Их проводили хорошо образованные женщины, связанные с профсоюзами, Национальной Лигой потребителей и движением за Женское избирательное право. Доктор Харриетт Аллейн Райс присоединилась к Халл-хаусу для оказания медицинской помощи бедным семьям. На территории была организована вечерняя школа для взрослых, детские ясли, кружки для детей старшего возраста, коммунальная кухня, тренажерный зал, женский клуб, баня, переплётная мастерская, музыкальная школа, драматический кружок и театр, библиотека, конференц-залы для дискуссий, бюро занятости, музей труда, столовая и пансион для молодых работниц и др., служивший нуждам женщин и их семей. Вечерняя школа для взрослых была предшественницей курсов непрерывного образования, предлагаемых сегодня многими университетами. Помимо предоставления социальных услуг и проведения культурных мероприятий для населения района, представленного преимущественно иммигрантами, Халл-хаус предоставлял молодым социальным работникам возможность пройти профессиональную практическую подготовку. В конце концов Халл-хаус превратился в поселковый комплекс из 13 зданий, который включал детскую площадку и летний лагерь (известный как загородный клуб Боуэна).
Одному из направлений в Халл-хаусе — художественной программе — Джейн Аддамс придавала особое значение. Она позволяла бросить вызов системе индустриального образования, которая «приспосабливала» человека к конкретной работе или должности. А Аддамс хотела, чтобы Халл-хаус предоставлял пространство, время и инструменты для поощрения людей к самостоятельному мышлению и развитию. Она видела в искусстве ключ к раскрытию многообразия города через коллективное взаимодействие, взаимное самопознание, отдых и воображение. Искусство, на её взгляд, разрушая устоявшиеся идеи и стимулируя разнообразие и взаимодействие, формирует здоровое общество, основанное на постоянном переписывании культурных идентичностей через вариативность и интеркультурализм.
При финансовой поддержке бизнесмена Эдварда Батлера Аддамс открыла художественную галерею и студию в качестве одного из первых дополнений к Халл-хаусу. На первом этаже нового здания располагался филиал Чикагской Публичной библиотеки, а на втором — художественная галерея Батлера, в которой были представлены как произведения известных художников, так и работы местных мастеров. Студийное пространство в художественной галерее было открыто для творчества как жителям Халл-хауса, так и всему сообществу. Они имели возможность посещать занятия по искусству или приходить и оттачивать своё мастерство, когда им заблагорассудится. По мере того как Халл-хаус рос, а отношения с соседями углублялись, эта возможность становилась не столько утешением для бедных, сколько средством самовыражения и обмена различными культурами и различными сообществами. Искусство и культура становились все более важной частью жизни иммигрантов в 19-м округе, и вскоре дети подхватили эту тенденцию. Ребятам из рабочего класса предлагалось обучение всем формам и уровням искусства. Такие места, как художественная галерея Батлера или Загородный клуб Боуэна, часто проводили эти занятия, но более неформальные уроки часто проходили на открытом воздухе. Аддамс, с помощью Эллен Гейтс Старр, основала Чикагское общество искусств общественной школы (CPSAS) в ответ на положительную реакцию, вызванную художественными классами для детей. CPSAS предоставляла государственным школам репродукции всемирно известных произведений искусства, нанимала художников для занятий с детьми, а также проводила для студентов экскурсии во многие художественные музеи Чикаго.
Эта инициатива была подхвачена и в России С. Т. Шацким и А. У. 3еленко, создавшими в Москве культурно-просветительское общество «Сетлемент». К близким по духу благотворительным учреждениям можно отнести и Лиговский народный дом, созданный в предреволюционном Петербурге графиней С. В. Паниной.

### Население Халл-хауса

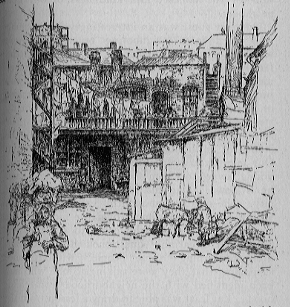
Полк-стрит напротив Халл-хауса. Из книги Аддамс: «20 лет в Халл-хаусе» (1910), с.95

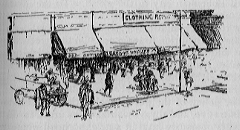
Саус Холстед напротив Халл-хауса. Из книги Аддамс: «20 лет в Халл-хаусе» (1910), с. 96

Население района Халл-хаус представляло собой смесь европейских этнических групп, которые иммигрировали в Чикаго примерно в начале 20-го века. Эта смесь стала почвой, где общественные деятели, филантропы, представители элиты Халл-Хауса могли опробовать свои теории и бросить вызов истеблишменту. Этническое смешение зафиксировано в Центре района Вифлеем-Говард: «Немцы и евреи жили к югу от внутреннего ядра (двенадцатой улицы)… Греческая Дельта, образованная Харрисон-стрит, Холстед-стрит и Блу-Айленд-стрит, служила границей, отделяющей ирландцев, проживающих на севере, и французских канадцев на северо-западе». Итальянцы жили во внутреннем ядре района Халл-хаус ... от реки на восточной границе района до западной границы того, что позже получило название «Маленькая Италия» Чикаго. Позже греки и евреи, наряду с остатками других иммигрантских групп, стали покидать район. Только итальянцы продолжали оставаться нетронутым и процветающим сообществом во время Великой Депрессии, Второй мировой войны и даже после окончательной гибели собственно Халл-хауса в 1963 году.
Халл-хаус стал самым известным сетлементом Америки. Аддамс использовала его для проведения системных изменений, руководствуясь принципом, что для обеспечения безопасности семей необходимо улучшить условия жизни в общинах и обществе. Район контролировался местными политиками.

### Этика
Старр и Аддамс разработали три «этических принципа» для социального сетлемента: «Учить примером, практиковать сотрудничество и социальную демократию, то есть эгалитарные или демократические социальные отношения по классовым линиям». Таким образом, Халл-хаус предложил комплексную программу гражданской, культурной, рекреационной и образовательной деятельности и привлек восхищенных посетителей со всего мира, включая Уильяма Лайона Макензи Кинга, аспиранта Гарвардского университета, который позже стал премьер-министром Канады. В 1890-х годах Джулия Лэтроп, Флоренс Келли и другие обитатели дома сделали его мировым центром социальной реформаторской деятельности. Халл-Хаус использовал новейшую методологию (пионер в статистической картографии) для изучения перенаселенности, прогулов, брюшного тифа, кокаина, детского чтения, газетчиков, детской смертности и акушерства. Начав с улучшений ближайших окрестностей, группа учредителей Халл-хауса стала участвовать в городских и общегосударственных кампаниях по улучшению жилищных условий, улучшению общественного благосостояния, ужесточению законов о детском труде и защите работающих женщин. Аддамс принимала видных гостей со всего мира и имела тесные связи с ведущими чикагскими интеллектуалами и филантропами. В 1912 году она помогла основать новую Прогрессивную партию и поддержала президентскую кампанию Теодора Рузвельта.
«Философия Аддамс сочетала в себе феминистскую чувствительность с непоколебимой приверженностью к социальным изменениям посредством совместных усилий. Хотя она симпатизировала феминисткам, социалистам и пацифистам, Аддамс отказывалась быть официально включённой в их ряды. Этот отказ был скорее прагматическим, чем идеологическим».

### Воспитание детей

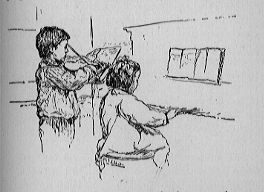
Музыкальная школа Халл-хауса. Из книги Аддамс «20 лет в Халл-хаусе» (1910), с. 383

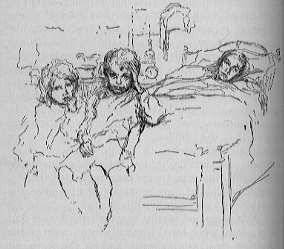
В многоквартирном доме, больная мать и дети. Из книги Аддамс «20 лет в Халл-хаусе» (1910), с. 164

Халл-хаус подчёркивал важность роли детей в процессе американизации новых иммигрантов. Это также соответствовало общей философии всего движения, и в частности, включало исследования в сфере обслуживания и досуга молодёжи. Аддамс в книге «Дух молодежи и городские улицы» (1909) утверждала, что программы игр и отдыха необходимы детям, которые в городах теряют возможности для развлечений, что в принципе разрушает дух молодёжи. Халл-хаус включал в себя множество программ по искусству и драматургии, детский сад, клубы для мальчиков и девочек, языковые классы, группы для чтения, курсы повышения квалификации в колледже, а также общественные бани, тренажерный зал, музей труда и игровую площадку — и всё это в атмосфере свободы слова. Все эти направления были призваны содействовать демократическому сотрудничеству и коллективным действиям, преуменьшая роль индивидуализма. Позже она участвовала в принятии первого типового Жилищного кодекса и первых фабричных законов.
Вместе со своими коллегами из Халл-хауса в 1901 году Джейн Аддамс основала то, что впоследствии стало Ассоциацией защиты несовершеннолетних. В JPA была создана служба офицеров, которые участвовали в качестве экспертов на первых судебных заседаниях по делам несовершеннолетних в Соединённых Штатах. Позже эта служба стала государственной. С 1907 по 1940-е годы JPA участвовала во многих исследованиях, посвящённых таким темам, как расизм, детский труд и эксплуатация, злоупотребление наркотиками и проституция в Чикаго и их влияние на развитие ребёнка. На протяжении многих лет миссия Ассоциации состояла в том, чтобы улучшить социальное и эмоциональное благополучие и жизнь незащищённых детей, чтобы они могли полностью реализовать свой потенциал дома, в школе и в своих общинах.

### Прочие задачи
Аддамс и её коллеги задокументировали географию распространения брюшного тифа в общинах и сообщили, что основную тяжесть этой болезни несут бедные рабочие. Она выявила факты и доказательства политической коррупции и алчности предпринимателей, которые заставили городскую бюрократию игнорировать санитарные и строительные нормы. Привязав классовую справедливость к муниципальной реформе, она в конечном итоге победила политиков и функционеров, добившись справедливого распределения городских услуг и модернизированной практики инспектирования. Аддамс говорила о «несомненной способности общего досуга и отдыха объединять классы общества в том, что раньше разделяло их». Благодаря своей общественной деятельности и здравой позиции она была задействована в Чикагском Совете здравоохранения, а также являлась первым вице-президентом Американской Ассоциации детских площадок.
В 1912 году Аддамс опубликовал книгу «Новая совесть и древнее зло», посвящённую проституции. Эта книга стала чрезвычайно популярной, потому что была опубликована во времена моральной паники по поводу «белого рабства» (принудительной проституции). Тогда Аддамс считала, что вовлечение в занятия проституцией происходит исключительно в результате похищения детей. Её книга позже вдохновила Стеллу Уинн Херрон на публикацию рассказа «Туфли» в 1916 году, который Лоис Уэбер адаптировала в новаторский фильм 1916 года с тем же названием.

### Женские идеалы
Аддамс и её коллеги изначально задумали Халл-Хаус как передаточное устройство для доведения ценностей высокой культуры с высшим образованием до масс, что являлось частью крупного популярного Движения за эффективность, распространённого в индустриальных странах в начале 20-го века. Оно стремилось выявить и устранить расточительство в экономике и обществе, а также разработать и внедрить лучшие практики. Однако со временем акцент сменился с привнесения искусства и культуры в район (о чём свидетельствует строительство галереи Батлера) на удовлетворение потребностей общины. Что включало предоставление услуг по уходу за детьми, образовательные возможности и большие конференц-залы. Халл-хаус стал не просто испытательным полигоном для нового поколения женщин-профессионалов с высшим образованием: он также стал частью сообщества, в котором он был основан, и его развитие является частью общей истории.
Аддамс призывала женщин, особенно женщин среднего класса, со свободным временем и достаточной энергией, а также богатых филантропов, выполнять свой гражданский долг и участвовать в деятельности муниципалитетов в качестве советников по «гражданскому домашнего хозяйства». Таким образом, Аддамс расширила понятие гражданского долга, включив в него новую роль женщин, выходящую за рамки материнства и воспитания детей. До этого жизнь женщин вращалась вокруг «ответственности, заботы и обязательств», которые представляли собой источник женской власти. Это понятие заложило основу роли домашнего хозяйства для муниципальной или гражданской ответственности, которую определила Аддамс, и придало дополнительный вес движению за избирательное право женщин, которое она активно поддерживала. Аддамс утверждала, что женщины, в отличие от мужчин, обучены тонким вопросам благосостояния и в деятельности гражданского домоправителя должны опираться на свою традиционную роль ведения домашнего хозяйства. Их расширенные обязанности включали в себя усилия по реформированию системы сточных вод, непастеризованного молока (которое часто являлось причиной возникновения туберкулёза), загрязнения воздуха и безопасности условий труда на производстве. Аддамс возглавила «мусорные войны»; в 1894 году она стала первой женщиной, назначенной санитарным инспектором 19-го округа Чикаго. При содействии и помощи женского клуба Халл-хауса в течение года в городской совет было направлено более чем 1000 жалоб о нарушениях департамента здравоохранения, а организация регулярного вывоза мусора снизила смертность и заболеваемость.
У Аддамс были долгие дискуссии с философом Джоном Дьюи, в которых они пытались переосмыслить демократию с точки зрения прагматизма и гражданской активности, смещая акцент с прав на долг. В отличие от модернизаторов, больше озабоченных эффективностью, Аддамс преследовала две ведущие точки зрения. Во-первых, необходимость распространения на социальную и экономическую жизнь демократических структур и практик, которые были ограничены политической сферой (о чём сказано в её программной поддержке профсоюзов). А во-вторых, призыв к новой социальной этике, чтобы вытеснить индивидуалистическое мировоззрение, больше не отвечающее адекватности в современном обществе.
Конструкция женственности, которую предлагала Аддамс, включала в себя заботу о родителях, сексуальность, замужество и материнство. В обоих её автобиографических томах, «Двадцать лет в Халл-Хаусе» (1910) и «Вторые двадцать лет в Халл-Хаусе» (1930), гендерные конструкции параллельны идеологии прогрессивной эпохи, которую она отстаивала. В книге «Новое сознание и древнее зло» (1912) она проанализировала социальную патологию сексуального рабства, проституции и других форм сексуального поведения среди женщин рабочего класса в американских промышленных центрах в 1890—1910 годах. В автобиографии воплощается идеология Аддамс, популяризирующая её общественную деятельность, облекая её в форму «социального материнства». В этом плане она представляла себя как безбрачную мать семейства, которая заботилась о нуждающихся массах мигрантов с помощью созданного Халл-хауса, как если бы они были её собственными детьми. Хотя Аддамс не имела детей, она стала «матерью нации», отождествляя для себя материнство как защиту своего народа.

## Преподавание

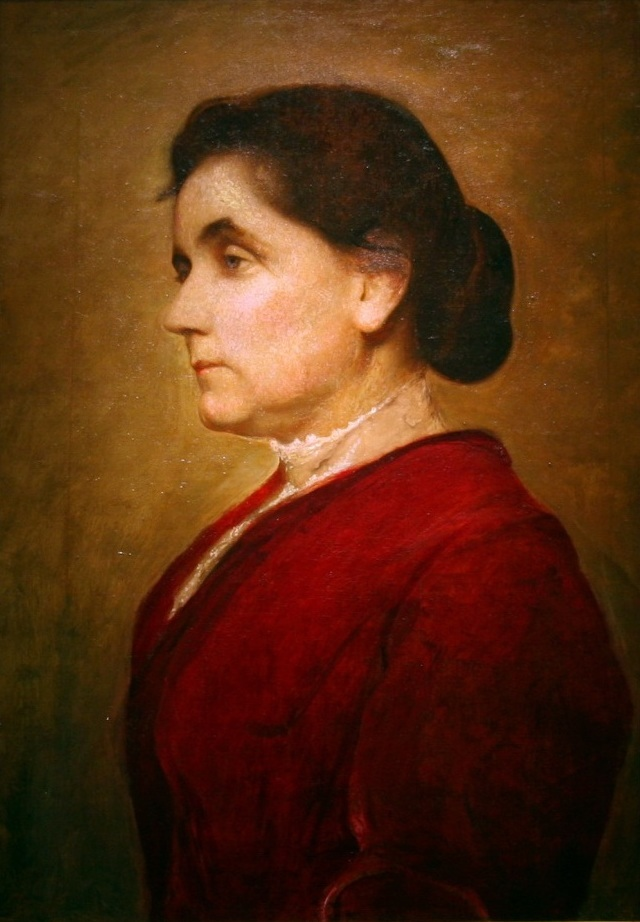
Портрет Джейн Аддамс, 1906, работы Джорджа Де Фореста Браша, Национальная портретная галерея, Смитсоновский институт

У Аддамс был плотный график публичных лекций по всей стране, особенно в университетских городках. Кроме этого, она предложила отделению повышения квалификации Чикагского университета несколько курсов для колледжа. Однако она отклонила предложения университета стать постоянным преподавателем, и в том числе предложение Албиона Смолла, заведующего кафедрой социологии, стать выпускницей факультета. Она отказалась, чтобы сохранить свою независимость вне академических кругов. Её целью было обучение взрослых, не поступивших в официальные учебные заведения из-за их бедности и/или отсутствия дипломов. Кроме того, она не хотела, чтобы университет мог контролировать её политическую активность.
Аддамс была членом Американской социологической ассоциации, основанной в 1905 году. Там сохранились её документы за 1912, 1915 и 1919 годы. Она была самой выдающейся женщиной — членом общества за всю его историю.

## Личная жизнь

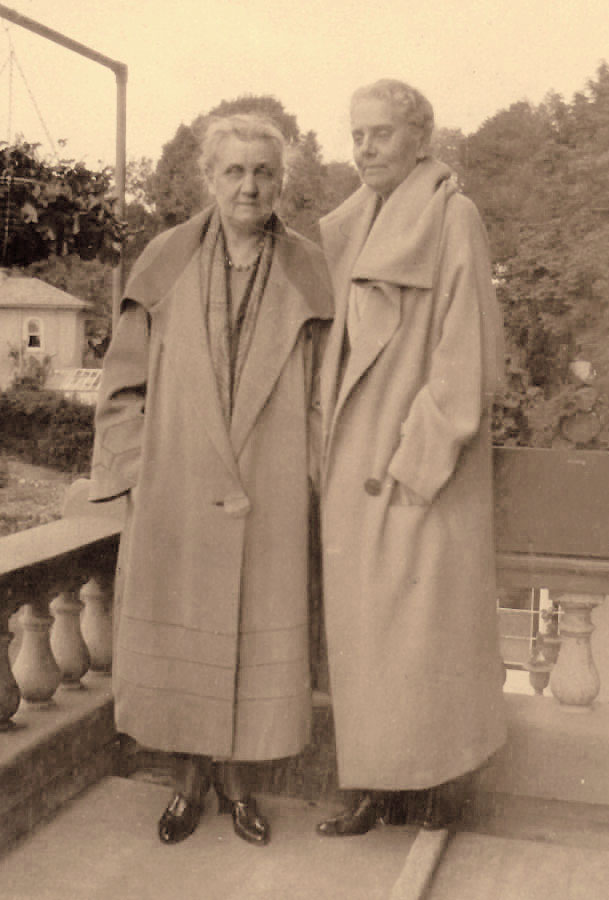
Джейн Аддамс (слева) и Мэри Розет Смит, 1923 (коллекция Джейн Аддамс/мировая коллекция Суортмор-колледжа)

В кругу общения Аддамс было довольно много женщин, которых она активно привлекала для участия в программах Халл-хауса. К тому же с некоторыми из них Аддамс поддерживала романтические отношения на протяжении всей своей жизни, включая Мэри Розет Смит и Эллен Старр. Эти отношения придавали ей сил и мотивации, чтобы заниматься социальной работой, в то же время получая эмоциональную поддержку. Судя по всему, из-за её романтических отношений исключительно с женщинами, в современной терминологии она будет описана как лесбиянка, подобно многим ведущим фигурам в Международной женской лиге за мир и свободу того времени.
Её первым романтическим партнёром была Эллен Старр, с которой она основала Халл-хаус и с которой познакомилась, когда обе учились в Рокфордской женской семинарии. В 1889 году они вместе посетили Тойнби-Холл в Лондоне и приступили к реализации своего проекта строительства сетлемента, купив дом в Чикаго.
Вторым её любовным партнёром была Мэри Розет Смит, которая обладала немалым состоянием и финансово поддерживала работу Халл-хауса. Некоторое время они проживали вместе. Историк Лилиан Фадерман писала, что Джейн была влюблена, и обращалась к Мэри «моя вечно родная», «дорогая» и «моя милая», и пришла к выводу, что они разделяют близость супружеской пары. Они были неразлучны вплоть до 1934 года, когда Мэри умерла от пневмонии после сорока лет их совместной жизни. Было сказано, что «Мэри Смит появилась самой высокой и ясной нотой в музыке, и всегда оставалась главной в личной жизни Джейн Аддамс». У них был летний домик в Бар-Харборе, штат Мэн. Когда они разлучались, то писали друг другу письма по меньшей мере раз в день, а иногда и по два. Аддамс писала Смит: «Я ужасно скучаю по тебе и буду твоей до самой смерти». Письма также показывают, что женщины видели себя супружеской парой: «Есть причина в привычке женатых людей держаться вместе», — писала Аддамс Мэри.

## Отношение к религии
Религиозные убеждения Аддамс были сформированы её широким кругозором и жизненным опытом. Она рассматривала свою работу в сетлементе как часть «социального христианского» движения. О нём она узнала от соучредителей Тойнби-Холла, Сэмюэля и Генриетты Барнетт. Барнетты проявляли большой интерес к обращению других в христианство, но считали, что христиане должны быть более вовлечёнными в мирскую жизнь и, по словам одного из лидеров социального христианского движения в Англии У. Х. Фримантла, «наполнять все человеческие отношения духом самоотречённой любви Христа».
Согласно Кристи и Говро (Christie and Gauvreau, 2001), в то время как дома христианских поселений стремились к христианизации, Джейн Аддамс «стала воплощением силы секулярного гуманизма». Однако её образ был «заново запущен» благодаря христианской церкви.
Джослин утверждает, что «новый гуманизм, как [Аддамс] интерпретирует его, исходит из секулярной, а не религиозной модели веры».
По данным Музея, посвящённого Джейн Адамс и Халл-хаусу, «некоторые социальные поселения были связаны с религиозными учреждениями. Другие, такие как Халл-хаус [соучредителя Аддамс], были светскими».
Хильда Сатт Полачек, бывшая жительница Халл-хауса, говорила, что Аддамс твёрдо верила в религиозную свободу и привлечение людей всех вероисповеданий в социальное, светское лоно Халл-хауса. Единственным исключением, отмечает она, была ежегодная Рождественская вечеринка, хотя и там, Аддамс оставила в стороне религиозную сторону.

## Политика

### Движение за мир

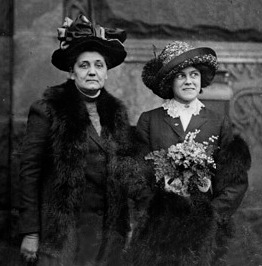
Делегация законодательного собрания по избирательному праву женщин Джейн Аддамс (слева) и мисс Элизабет Берк из Чикагского университета, 1911

В 1898 году Аддамс вступила в Антиимпериалистическую Лигу, выступавшую против американской аннексии Филиппин. Будучи убеждённым сторонником Прогрессивной партии, она выдвинула кандидатуру Теодора Рузвельта на пост президента во время съезда партии, состоявшегося в Чикаго в августе 1912 года. Она подписалась за партийную программу, даже несмотря на то, что не поддерживала планы по увеличению строительства линкоров, и наращиванию военной мощи в целом. Она много выступала и активно агитировала во время президентской кампании Рузвельта 1912 года.
В январе 1915 года Аддамс стала членом Женской партии мира и была избрана национальным председателем. Позже она была приглашена европейскими коллегами по организации председательствовать на Международном конгрессе женщин в Гааге 28-30 апреля 1915 года, где была избрана главой комиссии по поиску способов прекращения войны. Это назначение подразумевало организацию встреч с десятью лидерами стран, как задействованных в войне, так и нейтральных с целью обсуждения посредничества в прекращении военных действий. Это была первая значительная международная организация, выступившая противником войн. Аддамс вместе с другими делегатами Эмили Болч и Элис Хэмилтон позже выпустили книгу «Женщины в Гааге» (Университет Иллинойса), где описали и собственные впечатления от работы, и пацифистскую деятельность Международного женского конгресса.
В своем дневнике Болч записала свои впечатления от знакомства с Джейн Аддамс (апрель 1915 года):
Мисс Аддамс сияет, такая уважительная к разным взглядам, такая стремящаяся понять и посочувствовать, такая терпеливая к анархии и даже чужому эго, всегда рядом, сильная, мудрая и настоящий лидер. Никакого «руководства», никаких темных дел и тонких действий, только излучение мудрости и силы суждения
Аддамс была избрана президентом Международного Комитета женщин за постоянный мир, созданного для продолжения работы Гаагского конгресса; на конференции в 1919 году в Цюрихе, Швейцария, Международный комитет превратился в Международный женский союз за мир и свободу (WILPF). Аддамс продолжала оставаться президентом, что наложило на неё обязательства частых поездок в Европу и Азию.

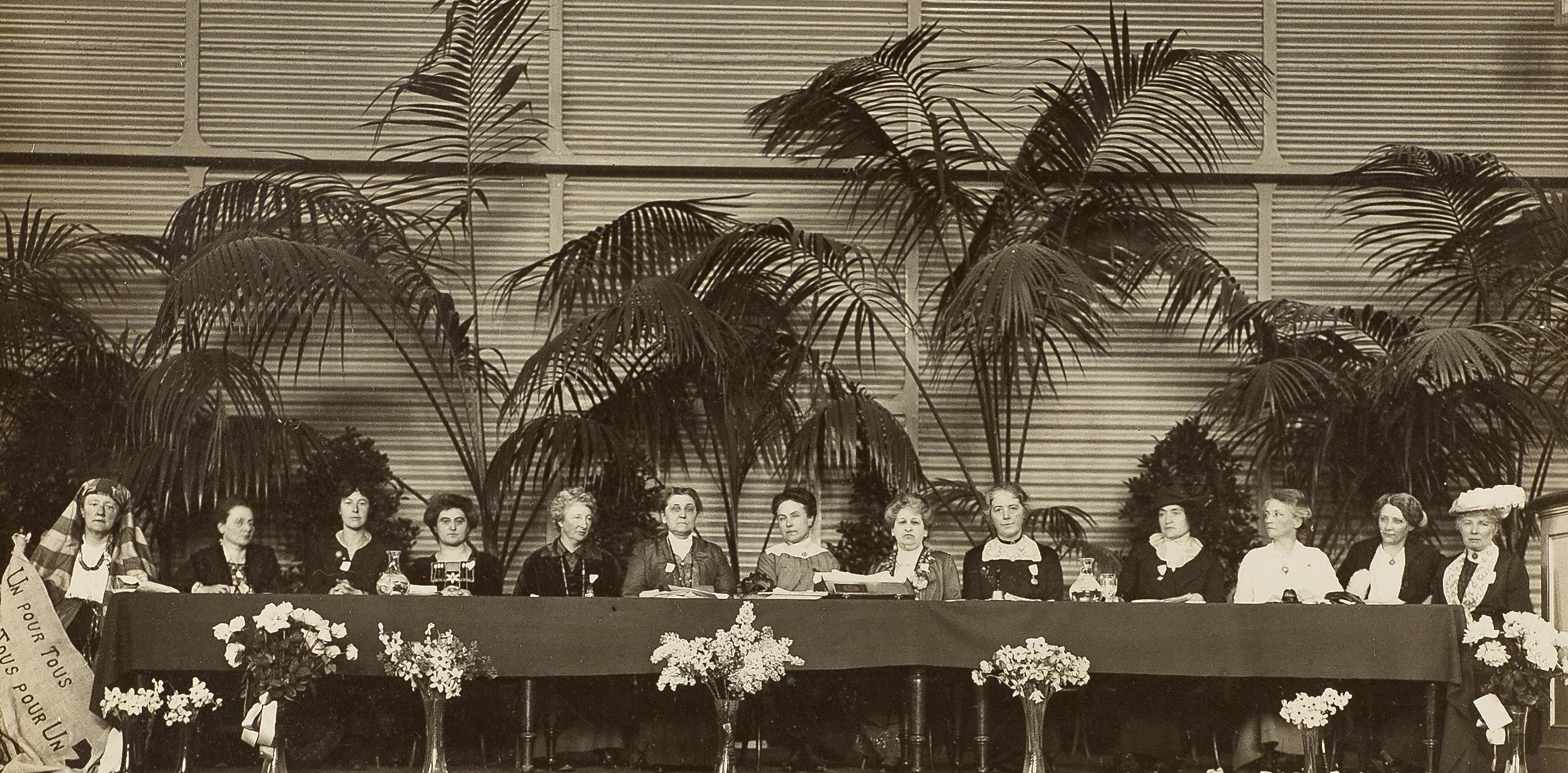
Международный Женский конгресс в 1915 году. Слева направо: 1.Люси Тумаян — Армения, 2. Леопольдин Кулка — Австрия, 3. Лора Хьюз — Канада, 4. Розика Швиммер — Венгрия, 5. Анита Аугспург — Германия, 6. Джейн Аддамс — США, 7. Эджени Хемер, 8. Алетта Якобс — Нидерланды, 9. Кристал Макмиллан — Великобритания, 10. Роза Дженони — Италия, 11. Анна Клеман — Швеция, 12. Теодора Даугаард — Дания, 13. Луиза Кейлхоу — Норвегия

В 1917 году она также стала членом Братства примирения США (американского отделения Международного братства примирения, основанного в 1919 году) и являлась членом Совета братства до 1933 года. Когда США вступили в войну, в 1917 году, Аддамс начали сильно критиковать. Она сталкивалась со всё более резкими упрёками и критикой её пацифизма. Её речь о пацифизме в Карнеги-холле в 1915 году получила негативные оценки в прессе, в частности в «The New York Times», которая заклеймила Аддамс за непатриотичную позицию. Несмотря на это, она не прерывала свой рабочий график, продолжая путешествовать и организовывать встречи с дипломатами и политическими лидерами, навязывая свою веру в особую миссию женщин по сохранению мира. Признание этих усилий произошло в 1931 году, когда Аддамс присудили Нобелевскую премию мира. Став первой американской женщиной, награждённой такой премией, она удостоилась аплодисментов за «выражение по существу американской демократии». Денежное вознаграждение, полученное в дополнение к премии, она пожертвовала Международному женскому союзу за мир и свободу.

### Пацифизм
Аддамс была одной из главных движущих сил в национальных и международных движениях за мир, являясь как номинальной фигурой, так и ведущим теоретиком. Большое влияние на неё оказали русский писатель Лев Толстой и прагматизм философов Джона Дьюи и Джорджа Герберта Мида. Она представляла себе демократию, социальную справедливость и мир как взаимоукрепляющие силы; которые должны развиваться в совокупности, чтобы достичь одной общей цели. В 1899 году Аддамс стала антивоенным активистом, частью антиимпериалистического движения, возникшего после испано-американской войны. Её книга «Новые идеалы мира» (1907) изменила мировое движение За сохранение мира, добавив к нему идеалы социальной справедливости. Это издание буквально завербовало социальных реформаторов, таких как Элис Хэмилтон, Лиллиан Уолд, Флоренс Келли и Эмили Грин Болч, которые присоединились к Аддамс в новом международном женском движении за мир после 1914 года. Работа Аддамс принесла свои плоды после Первой мировой войны, когда крупные институциональные структуры начали связывать сохранение мира с социальной справедливостью, исследуя глубинные причины войн и конфликтов.

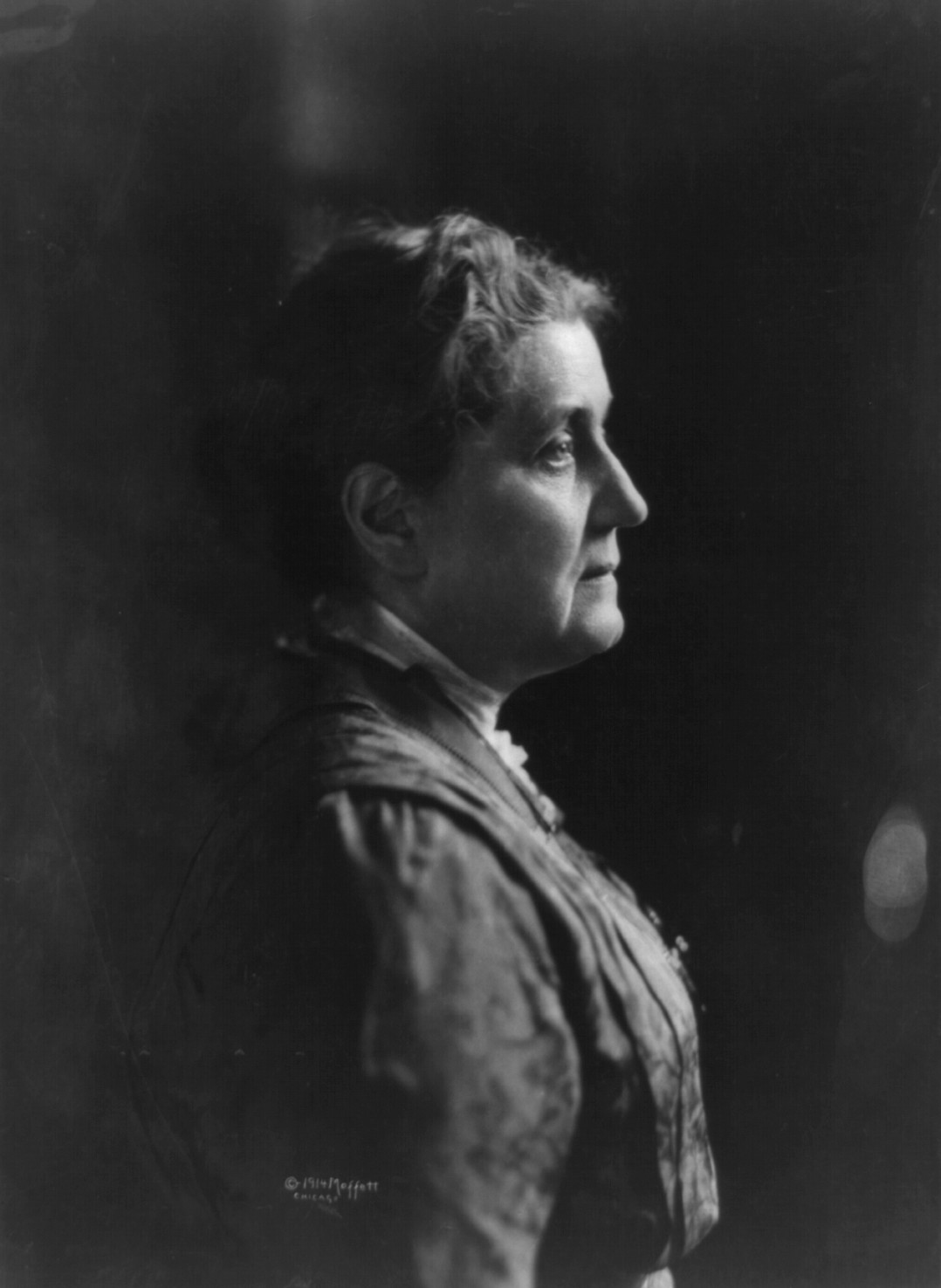
Аддамс в 1914 г.

В 1899 и 1907 годах мировые лидеры стремились к сохранению мира, организовав новаторскую и влиятельную мирную конференцию в Гааге. На этих конференциях были приняты Гаагские конвенции 1899 и 1907 годов. В 1914 году конференция была отменена из-за Первой мировой войны. Пустоту заполнила неофициальная конференция, созванная женщинами в Гааге. В то время США и Нидерланды придерживались нейтралитета в войне и Джейн Аддамс председательствовала на новаторском Международном конгрессе женщин в Гааге. Конференция собрала почти тысячу двести участников из 12 воюющих и нейтральных стран. Их целью была разработка стратегии для прекращения насилия и войны. В то время женщины не входили в национальные и международные политические системы и участницы Конгресса считали это грубой ошибкой. Они утверждали, что исключение женщин из политического дискурса и решений, касающихся войны и мира, приводит к выстраиванию неверной политики. Делегаты приняли ряд резолюций, посвящённых этим проблемам, и призвали к расширению избирательного права и включению женщин в официальные международные мирные процессы по окончании войны. После конференции Аддамс и делегация Конгресса путешествовали по всей Европе, встречаясь с политическими лидерами стран, группами граждан и ранеными солдатами с обеих сторон. Её ведущая роль во время конференции и поездок в столицы истерзанных войной регионов также была упомянута в номинации на Нобелевскую премию мира.
Аддамс была противником американского интервенционизма, экспансионизма и, в конечном счете, против тех, кто стремился к американскому господству за рубежом. В 1915 году она выступила в Карнеги-холл и её речь против вмешательства США в Первую Мировую войну, была освистана. Аддамс проклинала войну, которая как катаклизм подрывает человеческую доброту, солидарность, дружеские отношения между согражданами, и вызывает вражду между семьями по всему миру.
В свою очередь, её взгляды осуждались патриотически настроенными группами и газетами во время Первой мировой войны (1917-18). Американский журналист Освальд Гаррисон Виллард встал на её защиту, когда она предположила, что в армии дают спиртное солдатам непосредственно перед крупными наземными атаками. «Возьмём, к примеру, дело Джейн Аддамс. Какими только оскорблениями The New York Times не покрывала её, одну из самых благородных наших женщин, потому что она сказала простую правду, что союзным войскам часто давали спиртное или наркотики, прежде чем отправить в атаку. Тем не менее, когда эти факты подтвердил английский репортёр сэр Филип Гиббс и другие, ни одного извинения так и не последовало». Даже после окончания войны программа разоружения, предложенная Международным женским союзом за мир и свободу (WILPF), получила от оппонентов характеристику радикальной, находящейся под влиянием коммунистов, непатриотичной и не женской. Молодые ветераны Американского легиона, поддерживаемые некоторыми членами партии Дочерей Американской революции (DAR) и Лиги женщин-избирателей, были плохо подготовлены к противостоянию со старшими, более образованными, финансово обеспеченными и известными женщинами из WILPF. Тем не менее, в качестве несогласия с её позицией, DAR исключил Аддамс из членов своей организации. А попытки Легиона изобразить членов WILPF как опасно наивных женщин нашли отклик у аудитории рабочего класса. Но президент Калвин Кулидж и средний класс поддержали Аддамс и усилия WILPF в 1920-х годах запретить применение отравляющих газов и объявить войну вне закона. И в целом после 1920 года Джейн Аддамс была признана величайшей женщиной прогрессивной эпохи. В 1931 году присуждение ей Нобелевской премии мира стало практически единодушным решением.
Джейн Аддамс также называют философом мира. Теоретики мира часто проводят различие между негативным и позитивным миром. Негативный мир связан с отсутствием насилия или войны. Позитивный мир сложнее. Он имеет дело с типом общества, к которому имеет смысл стремиться, и включает такие понятия, как справедливость, сотрудничество, качество отношений, свобода, порядок и гармония. Философия мира Джейн Аддамс — это тип позитивного мира. Патриция Шилдс и Джозеф Соэтерс (2017) суммировали её идеи мира, используя термин «Миротворчество». Для этого они использовали плетение как метафору, обозначающую связь. Волокна соединяются вместе, образуя ткань, которая одновременно является гибкой и прочной. Кроме того, плетение — это деятельность, которой исторически занимались мужчины и женщины. Миротворчество Аддамс — это процесс, который создаёт «ткань мира, подчеркивая отношения. Миротворчество создаёт эти отношения, работая над практическими проблемами, широко вовлекая людей с сочувствием и пониманием, признавая при этом, что прогресс измеряется благосостоянием уязвимых».

### Запрет алкоголя
Хотя «нет никаких записей о какой-либо речи, которую она когда-либо произносила о Восемнадцатой поправке», Аддамс, тем не менее, поддерживала запрет алкоголя на том основании, что алкоголь «был, конечно, ведущей приманкой и необходимым элементом в публичных домах, как с финансовой, так и с социальной точки зрения». Она повторила утверждение, что «профессиональные дома проституции не могли бы существовать без „двигателя — алкоголя“».

## Примечательные факты
С 1916 по 1931 годы 91 раз номинировалась на Нобелевскую премию мира, став ее лауреатом в 1931.
- Первая женщина, получившая почётную степень магистра искусств Йельского университета[108].

## Наследие

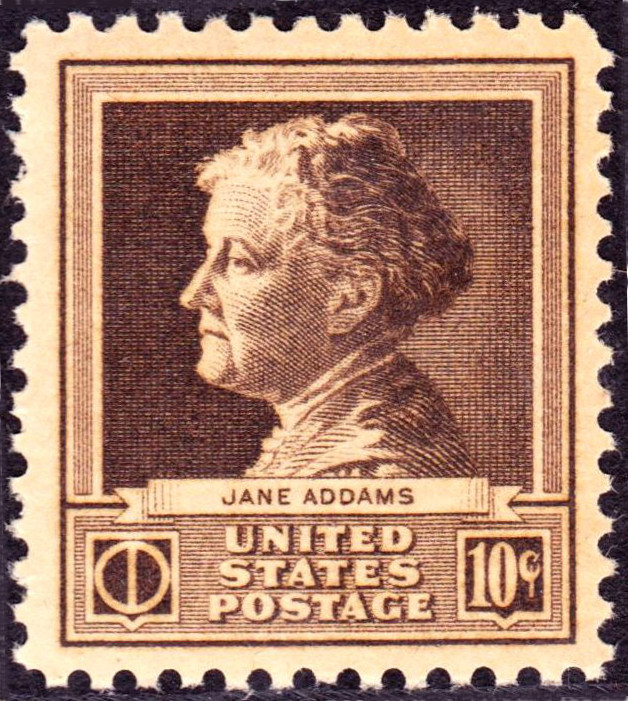
Аддамс в серии почтовых марок «Знаменитые американцы» выпуска 1940 г.

Джейн Аддамс похоронена на кладбище Седарвилл, штат Иллинойс.
Халл-хаус и Движение за мир признаны ключевыми основополагающими направлениями деятельности Аддамс. Хотя её жизнь была сосредоточена на развитии личности, её идеи продолжают оказывать влияние на социальные, политические и экономические реформы в Соединённых Штатах, а также на международном уровне. Созданный Аддамс и Старр сетлемент — Халл-хаус, повлиял на общину, жителей-иммигрантов и социальных работников близлежащих районов.
Уиллард Мотли, художник, проживавший в Халл-хаусе, извлекая из центральной теории Аддамс символический интеракционизм, взял за основу историю этого района и жизни его жителей для написания своего бестселлера 1948 года «Стучись в любую дверь». Эта книга и снятый по её мотивам фильм привлекли внимание к повседневной жизни сетлемента и отношений Мотли с самой Джейн Аддамс.
Роль Аддамс как реформатора позволила ей обратиться с петицией к истеблишменту и изменить социальную и физическую географию своего района в Чикаго. Хотя современные социологи определяли её деятельность как «социальную работу», усилия Аддамс значительно отличались от деятельности, обычно обозначаемой этим термином в тот период. До мощного влияния Аддамc на профессию социальная работа в значительной степени опиралась на модель «дружественного посетителя», в рамках которой, как правило, богатые женщины высокого общественного положения посещали обедневших людей и посредством систематической оценки и вмешательства стремились улучшить жизнь бедных. Аддамс отвергла эту модель в пользу системы социальной реформы/построения социальной теории, тем самым введя центральные принципы социальной справедливости и реформы в области социальной работы.
Аддамс работала и над другими реформами, включая первый закон о суде по делам несовершеннолетних, регулирование проживания в многоквартирных домах, восьмичасовой рабочий день для женщин, инспектирование заводов и компенсации работникам. Она выступала за проведение исследований, направленных на выявление причин бедности и преступности, и поддерживала избирательное право женщин. Она была убеждённым сторонником справедливости для иммигрантов, афроамериканцев и групп меньшинств, став дипломированным членом Национальной ассоциации содействия прогрессу цветного населения (NAACP). Среди проектов, которые запустили члены Халл-хауса, были Лига защиты иммигрантов, Ассоциация защиты несовершеннолетних, первый суд по делам несовершеннолетних в Соединённых Штатах и психопатическая клиника для несовершеннолетних.
Влиятельные труды и речи Аддамс, выступавшей от имени Лиги Наций и в качестве борца за мир, повлияли на более позднюю форму Организации Объединённых Наций.
Джейн Аддамс также спонсировала работу Невы Бойд, которая основала Школу рекреационного обучения в Халл-хаусе. Она подразумевала годичную образовательную программу по групповым играм, гимнастике, танцам, драматическому искусству, теории игр и социальным проблемам. В Халл-хаусе Нева Бойд во время групповых занятий с детьми использовала игры и импровизацию для обучения языковым навыкам, решения проблем, повышения уверенности в себе и развития социальных навыков. Во время Великой депрессии Бойд сотрудничала с Управлением промышленно-строительными работами общественного назначения (WPA), открыв Чикагскую школу подготовки работников детских площадок, которая впоследствии стала основой для движений Рекреационной терапии и Драмапедагогики в США. Одной из её самых известных учениц была Виола Сполин, которая участвовала в Программе рекреационного театра в Халл-хаусе в эпоху WPA. Сполин стала пионером в импровизационном театральном движении в США и изобретателем театральных игр.
Основной пласт наследия Джейн Аддамс, включает создание Халл-хауса, влияние на общины и всю социальную структуру общества, колледжи и университеты в надежде улучшить систему образования и передачу своих знаний другим с помощью публичных выступлений и книг. Она проложила путь другим женщинам, став соавтором Нобелевской премии мира в 1931 году вместе с Эллен Старр.

### Социология

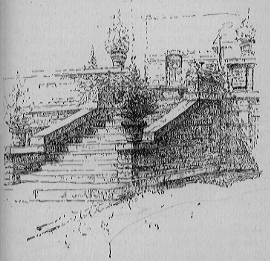
Ступеньки к Халл-хаусу. Из книги Аддамс: «Двадцать лет в Халл-хаусе» (1910), с. 447

Джейн Аддамс была тесно связана с созданием социологии как сферы деятельности в Соединённых Штатах. Халл-хаус позволил Аддамс найти друзей и коллег среди первых членов Чикагской школы социологии. Она внесла заметный вклад в научную литературу по социологии, опубликовав пять статей в Американском журнале социологии в период с 1896 по 1914 год. Благодаря работе в области прикладной социологии, её мнение повлияло на мышление и направление работы членов Чикагской школы социологии. В 1893 году она стала соавтором сборника эссе, написанных теми, кто проживал и работал в Халл-хаусе, под названием «Планы и документы Халл-Хауса» (Hull-House Maps and Papers). Впоследствии, изложенные там идеи помогли сформировать и определить интересы и методологии Чикагской школы. Джейн Аддамс сотрудничала с американским философом Джорджем Г. Мидом и Джоном Дьюи по вопросам социальных реформ, включая поддержку прав женщин, отмену детского труда и посредничество во время забастовки швейных рабочих 1910 года. Эта забастовка, в частности, могла перерасти в массовые протесты, потому что была организована из-за недовольства трудящихся женщин, вопросов этнической принадлежности и условий труда. Всё это было ключевыми темами, на которые Аддамс хотела обратить внимание общества.

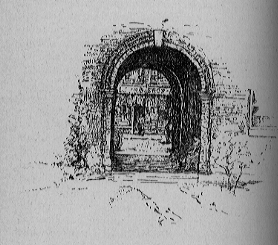
Вход во внутренний двор Халл-хауса. Из книга Аддамс: «20 лет в Халл-хаусе» (1910), с. 426

Факультет социологии Чикагского университета был основан в 1892 году, через три года после основания Халл-хауса (1889). Члены Халл-хауса приветствовали первую группу профессоров, которые вскоре были «тесно связаны с Халл-хаусом» и усердно занимались прикладной социальной реформой и филантропией". В 1893 году, например, преподаватели (Винсент, Смолл и Беннис) сотрудничали с Джейн Аддамс и жительницей Халл-хауса Флоренс Келли, при подготовке и обсуждении закона «О запрете потогонных цехов и трудоустройства детей». Албион Смолл, председатель факультета социологии Чикагского университета и основатель Американского журнала социологии, призвал к социологии, которая была бы активна «в работе по развитию и применению планов и методик для социального совершенствования и благоустройства», которая проходила бы в «обширной социологической лаборатории», какая сложилась в Чикаго XIX века. Несмотря на то, что женщины-жители Халл-хауса преподавали на факультете социологии Чикагского университета во время и после Первой мировой войны центр внимания факультета сместился с социальной активности в сторону более позитивистской ориентации. К тому же, социальная активность ассоциировалась с коммунизмом и «более слабой» ориентацией женщин на непосредственно работу. В ответ на это изменение женщины-социологи в отделе «были переведены из социологии в социальную работу» в 1920 году. Вклад Джейн Аддамс и других жителей Халл-хауса был похоронен в истории.
Мэри Джо Диган в своей книге 1988 года «Джейн Аддамс и представители Чикагской школы, 1892-1918», стала первой, кто восстановил справедливость и напомнил о влиянии Аддамс на социологию. Эта работа привела к признанию места Аддамс в социологии. Например, в своем выступлении в 2001 году Джо Феджин, тогдашний президент Американской социологической ассоциации, назвал Аддамс «ключевым создателем» и призвал социологию снова заявить о своих активистских корнях и приверженности идеям социальной справедливости.

### Память
10 декабря 2007 года Иллинойс отметил первый ежегодный День Джейн Аддамс. Идея учреждения Дня памяти социального реформатора принадлежит преданному школьному учителю из Донголы при содействии Иллинойского отделения Американской ассоциации женщин с высшим образованием (AAUW). Чикагская активистка и директор по вопросам международного сотрудничества Иллинойского отделения Американской ассоциации женщин с высшим образованием Ян Лиза Хатнер путешествовала по всему Иллинойсу, чтобы помочь согласовать и утвердить памятную дату. А после неоднократно выступала с ежегодными презентациями о Дне Джейн Аддамс в образе Джейн Аддамс. В 2010 году Хатнер в роли Джейн Аддамс появилась на вечере по случаю 150-летия активистки, организованном Рокфордским университетом (альма-матер Джейн Аддамс), а в следующем году — предстала в неизменном образе на мероприятии, спонсируемом округом Чикаго Парк.
Мемориальный парк Джейн Аддамс находится недалеко от пирса в Чикаго. Раньше его центральную часть украшала скульптурная группа из шести фигур авторства Луизы Буржуа под названием «Руки помощи», которая посвящена работе Аддамс и была установлена в 1993 году. Но после нескольких случаев проявления вандализма, в 2011 году они были «перемещены в Чикагский женский парк». Мемориальная скульптура Джейн Аддамс была первым крупным произведением искусства Чикаго, посвящённым выдающейся женщине. В 2007 году штат Иллинойс переименовал Северо-Западный проезд в Проезд имени Джейн Аддамс. Здания Халл-хауса были снесены ради создания кампуса Иллинойского университета в Чикаго в 1963 году и перемещены. Сама резиденция Халла была сохранена как музей и памятник Джейн Аддамс. Колледж социальной работы Джейн Аддамс сегодня — это профессиональная школа при Иллинойском Университете в Чикаго. Центр развития деловой карьеры Джейн Аддамс открыт на базе средней школы в Кливленде, штат Огайо. В средней школе в Бронксе, штат Нью-Йорк, работает отделение академической карьеры Джейн Аддамс. Музей Джейн Аддамс расположен в зале резиденции колледжа Коннектикута, построенном в 1936 году.
В 1973 году Джейн Аддамс была введена в Национальный зал славы женщин. В 2008 году Джейн Аддамс была введена в Зал славы геев и лесбиянок Чикаго. Аддамс была введена в Литературный зал славы Чикаго в 2012 году. Также в 2012 году она была включена в программу открытой публичной экспозиции на улице Чикаго, получившей название «Путь к наследию» (Legacy Walk), которая запечатлела вклад представителей ЛГБТ в мировую историю и культуру. В 2014 году Джейн Аддамс стала одной из первых 20 знаковых фигур, удостоенных бронзовой таблички размером 3 на 3 фута на Аллее в честь радуги (Rainbow Honor Walk) в Сан-Франциско, размещённых в знак уважения представителей ЛГБТ — героев и героинь. В 2015 году Форум равенства включил Аддамс в число 31 иконы движения в рамках Месяца истории ЛГБТ 2015 года.
Некоторые полагают, что фигура Джейн Аддамс, вероятно, вдохновила авторов на создание персонажа Эдит Килер (которую сыграла Джоан Коллинз) в эпизоде 1967 года «Город на краю вечности» знаменитого сериала «Звездный путь». Этот эпизод считается одним из лучших в сериале и был удостоен премии Хьюго за «Лучшую постановку». Как и Аддамс, Эдит Килер была дальновидным социальным реформатором, жившим в большом городе и активно участвовавшим в движении за мир во всем мире.

## Основные произведения
- «Демократия и социальная этика» (Democracy and social ethics, 1902);
- «Новые идеалы мира» (New ideals of peace, 1907).